# 野崎有以
野崎 有以（のざき あい、1985年 - ）は、日本の詩人。恵泉女学園大学の特任助教。

## 経歴
東京都に生まれる。2008年成城大学法学部法律学科卒業、2018年東京大学大学院教育学研究科博士課程単位取得満期退学。
2013年に詩作開始。2015年、第53回現代詩手帖賞を受賞。
2017年、第1詩集『長崎まで』によって、第22回中原中也賞を受賞。第67回H氏賞の候補。
2018年、平成29年度東京大学総長大賞。

## 作品リスト

### 単行本

#### 詩集
- 『長崎まで』思潮社、2016年6月
- 『ソ連のおばさん』思潮社、2021年7月

### 単行本未収録

#### 掌編小説
- 「夕霧の中で」  - 『文學界』2025年8月号